# Casamento entre pessoas do mesmo sexo na Dinamarca
O casamento entre pessoas do mesmo sexo se tornou legal na Dinamarca em 15 de junho de 2012. O projeto de lei para a legalização, introduzido pelo governo de Helle Thorning-Schmidt, foi aprovado pelo Folketing em 7 de junho de 2012 e recebeu aprovação realeza em 12 de junho de 2012. Casais do mesmo sexo foram anteriormente reconhecidos através de parcerias registadas. A Dinamarca foi o décimo primeiro país do mundo a legalizar o casamento entre pessoas do mesmo sexo.
O status de casamento é diferente nos dois territórios pertencentes a Dinamarca:
- Na Groenlândia, a legislação para permitir o casamento do entre pessoas mesmo sexo passou no Parlamento da Groenlândia, em 26 de maio de 2015. O Parlamento dinamarquês (conhecido como o Folketing) ratificou a legislação em 19 de janeiro de 2016 e a lei entrou em vigor a partir de 1 de abril de 2016.[3][4][5]
- Nas Ilhas Faroé, o casamento entre pessoas do mesmo sexo passou no legislativo (Løgting) em 29 de abril de 2016.[6] A legislação deve agora ser aprovada no Parlamento dinamarquês e também receber aprovação da realeza antes de entrar em vigor.[7]

## História

### Parcerias registradas na Dinamarca
As parcerias registadas (em dinamarquês:  registreret partnerskab) na Dinamarca foram criadas por uma lei promulgada em 7 de junho de 1989, o primeiro país do mundo a reconhecer a união civil homoafetiva, que entrou em vigor em 1 de outubro de 1989. Naquele dia, os dinamarqueses Axel e Eigil Axgil, se tornaram no primeiro casal homossexual do mundo a ser contemplado com o direito civil. Foram três tentativas de expandir a lei: Em maio de 2003, em junho de 2003, e outra em junho de 2006 todas barradas no parlamento. A lei foi expandida com êxito somente em junho de 2009 e em maio de 2010.
As parcerias registadas tinham quase todos direitos do casamento heterossexual, exceto duas:
- As leis que fazem referência explícita a ambos os sexos de um casal, não se aplica às parcerias registadas
- Regulamentos de tratados internacionais não podem ser aplicados, a menos que todos os signatários concordem.

O divórcio para parceiros registados seguiam as mesmas regras do divórcio de casais do sexo oposto. Parceiros registados tinham que cumprir um dos seguintes requisitos de residência para formar uma união: um parceiro tinha que ser um cidadão dinamarquês e ser residente na Dinamarca, ou ambas as partes deveriam ter tido residência na Dinamarca por dois anos e os cidadãos da Finlândia, da Islândia e da Noruega foram tratados como cidadãos dinamarqueses para efeitos de requisitos de residência. Além disso, o ministro da justiça pode ordenar que qualquer cidadão de qualquer outro país com uma lei de parceria registrada semelhante ao da Dinamarca seja tratado como um cidadão dinamarquês. Em 2006, lésbicas solteiras e casadas receberam o direito ao acesso a inseminação artificial.
Em 17 de Março de 2009, o Parlamento apresentou um projeto de lei que deu casais do mesmo sexo em parcerias registadas, o direito de adotar conjuntamente. Este projeto de lei foi aprovado em 4 de maio de 2010 e entrou em vigor em 1 de julho de 2010.
A parceria registrada foi autorizada apenas em âmbito civil, mas a Igreja da Dinamarca permitiu aos sacerdotes realizarem as bênçãos de casais homossexuais.
Em 15 de junho de 2012, a parceria registada foi revogada e substituída pela nova lei de gênero neutro relacionado ao casamento.

## O casamento do mesmo sexo

Leis sobre uniões entre homossexuais na Europa:
Casamento igualitário
Uniões civis reconhecidas
Não reconhecido ou status desconhecido
Casamento homossexual proibido

Em 2006, cinco membros do parlamento do Partido Social Liberal apresentaram uma resolução que pediu ao Governo para elaborar uma lei de genêro neutro para o casamento. A resolução foi debatida no parlamento e teve oposição por parte dos membros da coligação conservadora. A Ministra para a Família, Carina Christensen, argumentou que os parceiros registados já tinha os mesmos direitos que os parceiros casados, exceto a capacidade de se casar na igreja e portanto, que o gênero neutro ao casamento era desnecessária.
Em janeiro de 2008, o relator do Partido Social Liberal da Igualdade, Lone Dybkjær, fez um novo chamado para a lei do gênero neutro do casamento (kønsneutrale ægteskab).
O Prefeito de Copenhague para a Cultura e Recreação, Pia Allerslev, do partido liberal Venstre, também apoiou publicamente o casamento entre pessoas do mesmo sexo, como fez o Prefeito superior de Copenhague, Ritt Bjerregaard.
Em junho de 2010, o Parlamento, mais uma vez debateu o casamento entre pessoas do mesmo sexo. O projeto de lei foi proposto pelos partidos de oposição. Ele foi rejeitado por 52-57 votos. A projeto pedindo a legalização foi o que teve mais votos.
Em outubro de 2011, Manu Sareen, Ministro para a Igualdade de Genêro e Assuntos Eclesiásticos no novo governo dinamarquês, anunciou que o governo iria procurar um meio de legalizar o casamento homossexual na primavera de 2012. No dia 18 de janeiro de 2012, o governo apresentou dois projetos de lei. Um apresentando uma proposta de gênero neutro na definição de casamento e permitido a casais do mesmo sexo casar-se em repartições de registo civil ou na Igreja da Dinamarca. Os parceiros registrados teriam a opção de converter a união em casamento. De acordo com o outro projeto de lei, sacerdotes individuais poderiam recusar-se a realizar casamentos homossexuais. Outras comunidades religiosas também seriam autorizados a realizar casamentos homossexuais, mas não seriam obrigados a fazê-lo. Os projetos de lei estavam em processo de consulta até 22 de fevereiro de 2012.
Em 14 de Março de 2012, o governo apresentou ambos os projetos de lei para o Parlamento. Os projetos foram aprovados em 7 de junho de 2012 e recebeu aprovação da realeza em 12 de junho de 2012. A nova legislação entrou em vigor em 15 de junho de 2012. Nos termos da lei, os ministros podem recusar-se a realizar uma cerimônia de sexo, mas os bispos devem providenciar um substituto em suas igrejas.

## Groenlândia
A parceria registrada na Dinamarca foi estendida a Gronelândia, em 26 de abril de 1996. A lei do casamento homossexual na Dinamarca, teve o apoio do governo da Groenlândia, mas foi adiada para o resto do ano devido ao início das eleições parlamentares gerais. A legislação para conceder o casamento e a adoção aos casais do mesmo sexo teve sua primeira leitura em 25 de Março de 2015. Foi aprovada por unanimidade em uma segunda leitura, realizada em 26 de maio de 2015. A ratificação da legislação era exigida pelo Parlamento dinamarquês, que concedeu a aprovação da lei em 19 de janeiro de 2016. A lei entrou em vigor em 1 de abril de 2016.
A Lei de Parceria Registrada foi revogada no mesmo dia em que a lei casamento homossexual entrou em vigor.

## Ilhas Faroé
A lei de parcerias registradas da Dinamarca nunca foram estendidas para as Ilhas Faroé, e continua a ser a única região nórdica que não reconhece as uniões de casais do mesmo sexo. Um conjunto de projetos de lei para estender a lei dinamarquesa de gênero neutro para as Ilhas Faroé, foram submetidos ao Løgting em 20 de novembro de 2013 e foram rejeitados em segunda leitura, em 13 de março de 2014.
As eleições gerais faroeses em setembro de 2015, dois projetos de lei foram apresentados no parlamento em favor ao casamento entre pessoas do mesmo sexo: o primeiro permitindo o casamento homossexual e o outro permitindo o divórcio entre casais do mesmo. O projeto recebeu uma primeira leitura, em 24 de novembro de 2015. Em 26 de abril de 2016, depois de uma quantidade significativa de manobras parlamentares, a lei sobre casamento homossexual passou para uma segunda leitura, por 19-14 votos a favor. O projeto de lei foi aprovado a sua leitura final em 29 de abril de 2016, e agora aguarda a aprovação no Parlamento dinamarquês, antes de receber a aprovação real e entrar em vigor.

## Opinião pública
Uma enquete do YouGov, realizada entre 27 de dezembro de 2012 e 6 de janeiro de 2013, descobriu que 79% das pessoas são a favor do casamento entre pessoas mesmo sexo e 16% foram contrários e 6% não opinaram. A mesma sondagem também mostrou que 59% das pessoas aprovam a adoção por casais do mesmo sexo, 31% desaprovavam e 11% não tinham opinião.
Em Maio de 2013, o Instituto Gallup das Ilhas Faroé, constatou que 68% das pessoas eram favoráveis ao casamento civil para casais do mesmo sexo, 27% foram contra e 5% ficaram indecisos. Todas as regiões mostraram o apoio da maioria.
Outra pesquisa nas Ilhas Faroé, mostrou que 62% dos entrevistados apoiavam o casamento homossexual.. O apoio foi maior em Streymoy (71% em Norðurstreymoy; 78% em Suðurstreymoy), que inclui o capital Tórshavn. 
Em agosto de 2014, foi realizada uma enquete nas Ilhas Faroé, pedindo 600 entrevistados sobre seus pontos de vista sobre seus pontos de vista sobre o casamento civil para casais do mesmo sexo. Dos 600 entrevistados, 61%, apoiou a ideia, enquanto 32% se opôs e 7% não opinaram.